# Karl Adlmannseder

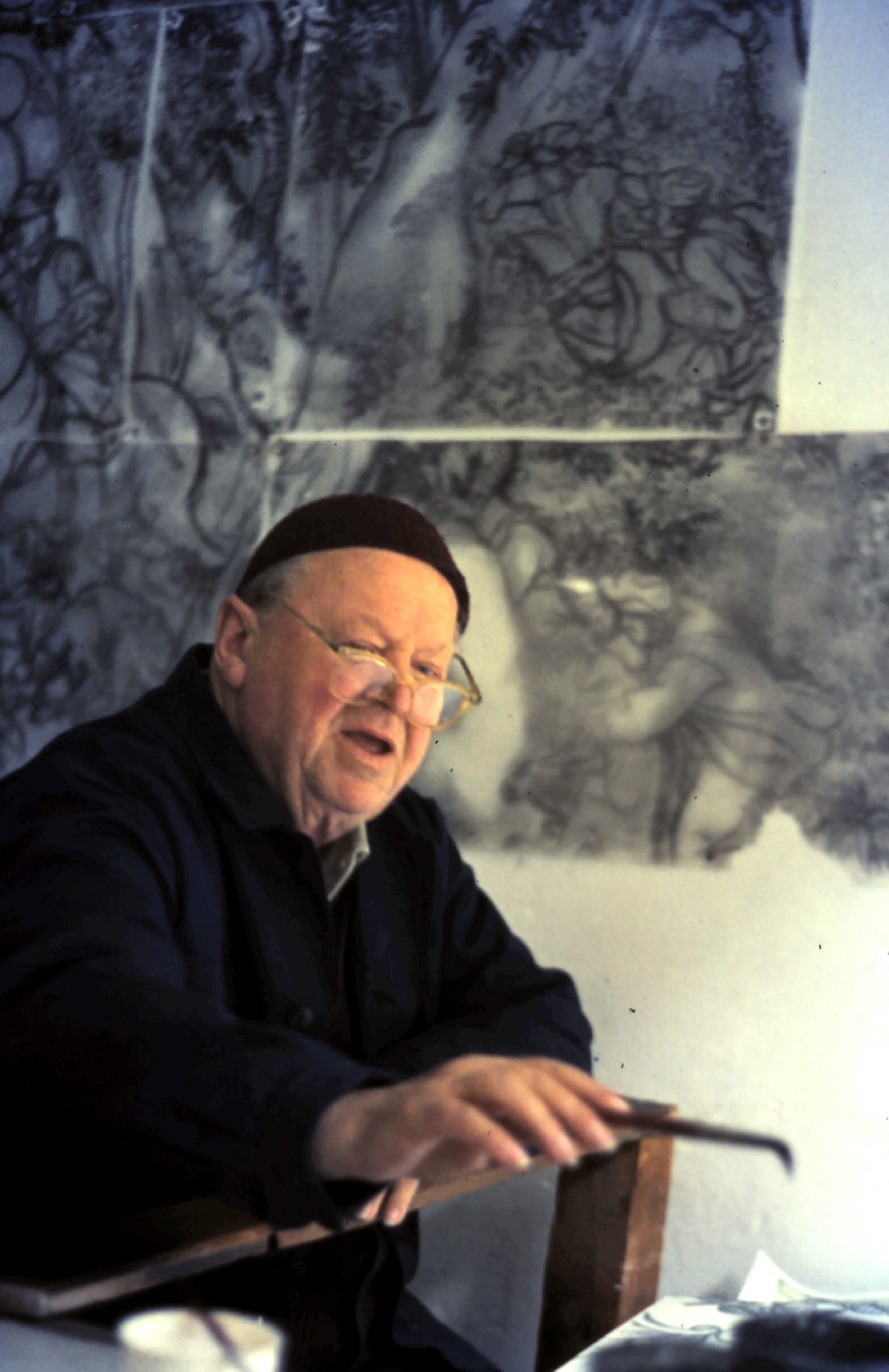
Karl M. Adlmannseder

Karl Michael Adlmannseder (* 17. November 1902 in Salzburg; † 14. Juni 1981 in Eberschwang) war ein österreichischer Künstler.

## Leben
Adlmannseder stammt von einem Salzburger Metzgermeister ab, der ursprünglich aus dem Innviertel kam. Er absolvierte die Realschule in Salzburg und trat 1917 in die private Kunstschule der Malerin Elfriede Mayer ein. Dort lernte er drei Jahre lang Zeichnen und Malen. Bei der Künstlervereinigung Der Wassermann erlernte er ab 1918 unter Anton Faistauer Malerei und unter Felix Albrecht Harta Aktzeichnen. Von 1926 bis 1938 war er Mitglied im Wirtschaftsverband Salzburger Künstler im Schloss Mirabell und nahm an Ausstellungen im Salzburger Künstlerhaus teil. Von 1926 bis 1927 zeichnete und entwarf er Kachelöfen für die Heinstein-Werke. Ab 1927 war er Mitbegründer der Keramischen Werkstätte Angermayer, hier entwarf er Kachelöfen und bemalte diese in Fayence-Technik und in den Kriegsjahren formte er auch figurale Keramikplastiken.
Adlmannseder arbeitet bis zu seinem plötzlichen Ableben am 14. Juni 1981 in der keramischen Werkstätte Angermayer.
Er wurde auf dem Friedhof in Eberschwang begraben.

## Anerkennungen
- 1928 Künstlerhaus Salzburg, Medaille der Stadt Salzburg.
- Am 21. Dezember 1978 wurde er zum Professor ernannt.

## Werke

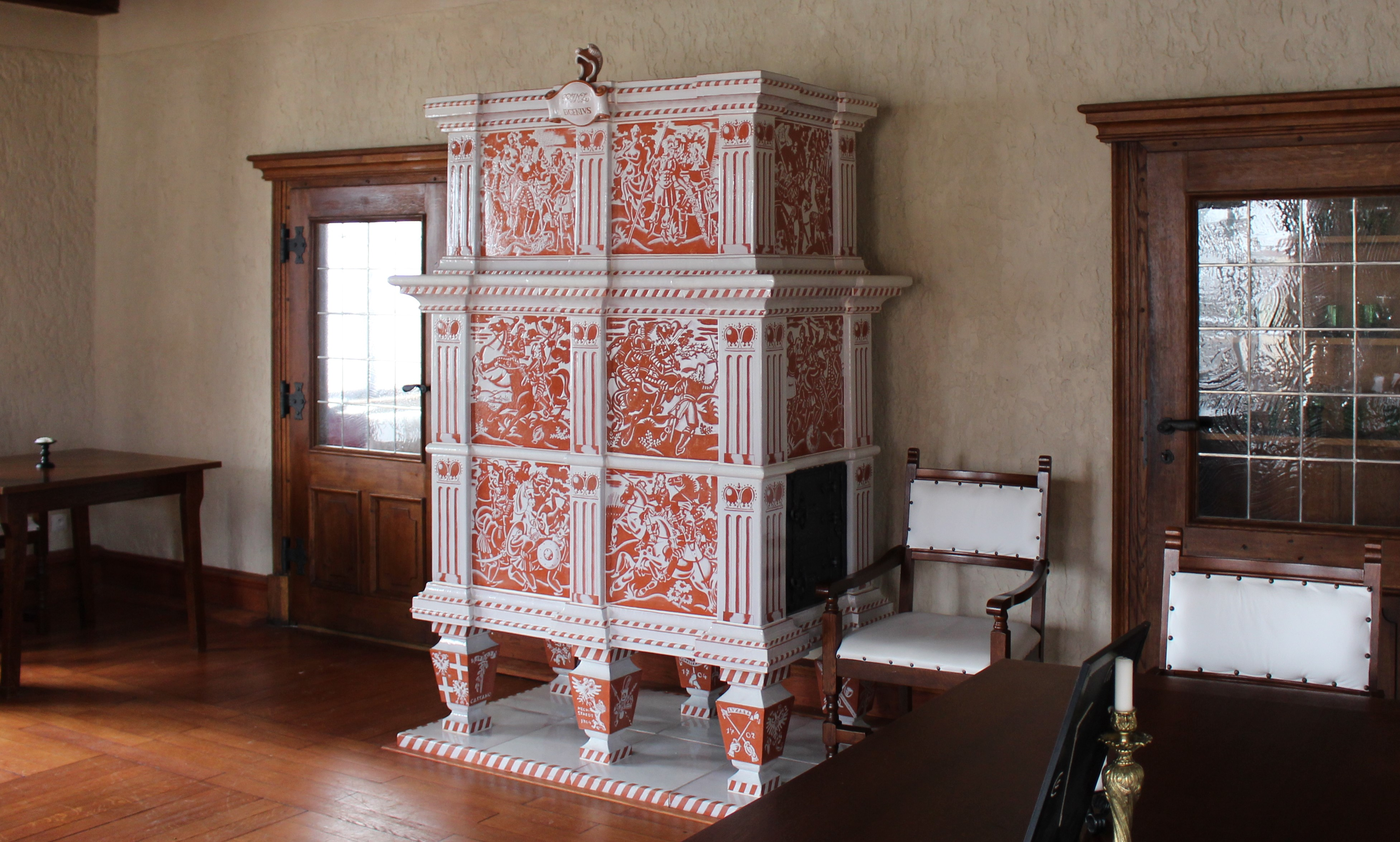
Von Adlmannseder bemalter Kachelofen, Festung Spielberg in Brünn

Adlmannseders Werke orientierten sich oft an der Innviertler Brauchtums- und Lebensweise. Aber er setzte auch großflächige Städteansichten nach Matthäus Merian auf Kachelöfen um. Ebenso wurden von ihm Kupferstiche von Johann Elias Ridinger auf Kachelöfen übertragen. Er übertrug auch gerne Zeichnungen von Antoine Watteau auf seine Kachelofenentwürfe. Auch einfach stilisierte Hafnerblumen zählten zu seinem Repertoire.
In seinen frühen Zeiten schuf er Ölgemälde, Zeichnungen und Aquarelle. Sehr gefragt waren seine figuralen Werke aus Keramik, zum Beispiel vollplastische Städteansichten, Innviertler Brauchtumsdarstellungen, Krippen und Einzelfiguren. Er bemalte auch keramische Schüsseln mit jeglichen Motiven.
1979 entwarf er das Wappen der Gemeinde Eberschwang.

## Objekte in Museen
- Oberösterreichisches Landesmuseum, Linz, flächig bemalter Kachelofen mit Darstellungen des Weinbaues, Figurengruppe Die Verkündigung, Keramikgruppe Innviertler Weihnacht, Figurengruppe Heilige drei Könige
- Kunsthalle Mannheim, Figurengruppe Rauhnacht, Keramikgruppe Wachauer Dorf
- Museum für angewandte Kunst, Wien, Figurengruppe Pferdemarkt
- Museum Innviertler Volkskundehaus, Ried im Innkreis, Kachelofen mit Städtemotiven bemalt
- Museum Herzogsburg, Braunau, keramisches Modell der Stadt Braunau mit über 100 Häusern